# Douglas D-557
Douglas D-557 – projekt samolotu szturmowego o napędzie turbośmigłowym, zamówiony przez United States Navy (USN) w zakładach Douglas Aircraft Company w 1945. Zaprojektowano kilka wersji tego samolotu, ale żadna nie została zbudowana. W późniejszym czasie doświadczenia zdobyte przy jego projektowaniu zostały wykorzystane przy projektowaniu samolotów Douglas A2D Skyshark i McDonnell Douglas A-4 Skyhawk.

## Historia
25 czerwca 1945, zaledwie trzy miesiące po pierwszym locie Douglasa A-1 Skyraidera, USN poprosiło zakłady Douglasa o rozpoczęcie prac nad jego następcą, który miał być napędzany silnikami turbośmigłowymi.  W tym czasie USN nie była jeszcze zainteresowana samolotami o napędzie odrzutowym z powodu ich wysokiej konsumpcji paliwa, ale przewidywano, że w przyszłości samoloty szturmowe USN mogą napotkać odrzutowe myśliwce nieprzyjaciela i aby miały one jakieś szanse przetrwania, a przy tym odpowiedni zasięg i udźwig, muszą mieć odpowiednią dużą moc silników, której nie mogły już zapewnić tradycyjne silniki tłokowe.
Samolot został zaprojektowany w trzech wersjach: D-557A był napędzany dwoma silnikami General Electric T31 w tradycyjnych gondolach podskrzydłowych, D-557B napędzany był takimi samymi silnikami, ale umieszczonymi w przedniej części kadłuba i napędzającymi dwa śmigła przeciwbieżne, D-557C także miał dwa śmigła przeciwbieżne, ale napędzane przez silnik Westinghouse 25D umieszczony w tylnej części kadłuba. Wszystkie wersje samolotu miały być uzbrojone w dwa działka 20 mm i do 2000 funtów bomb (ok. 0,9 t), wersja 557C miała być dodatkowo wyposażona w radar ZOP. Rozpoczęto wówczas prace nad konstrukcją nowego samolotu, przebudowując kadłub XBT2D-1, ale przed ukończeniem projektu został on przerwany z powodu problemów z silnikami. W późniejszym czasie rozważano jeszcze użycie silników turbośmigłowych Allison 500 lub odrzutowych Westinghouse 24C, ale żaden z tych pomysłów nie wyszedł poza pierwszą fazę projektową.
Projekt samolotu szturmowego o napędzie turbośmigłowym został wówczas porzucony aż do 11 czerwca 1947, kiedy to Douglas otrzymał list intencyjny od USN, który ostatecznie doprowadził do powstania samolotu Douglas A2D Skyshark.